# Aleksandr Kolomeytsev
Aleksandr Vladimirovich Kolomeytsev (Surgut, 21 de fevereiro de 1989) é um futebolista profissional russo que atua como meia.

## Carreira

### Torpedo Moscow
Aleksandr Kolomeytsev se profissionalizou no Torpedo Moscou, em 2006.

### Lokomotiv Moskva
Aleksandr Kolomeytsev se transferiu para o Lokomotiv Moskva, em 2015.

## Títulos
Lokomotiv Moscou
- Copa da Rússia: 2016–17, 2018–19
- Campeonato Russo: 2017–18
- Supercopa da Rússia: 2019